# Scuola dei bamboccianti
Viene definita scuola dei bamboccianti quella scuola pittorica del XVII secolo, sviluppatasi a Roma, che aveva come riferimento e maestro Pieter van Laer noto anche con lo pseudonimo Il bamboccio per il suo aspetto fanciullesco.
La scuola è nota anche col suo nome romanizzato scuola dei bambocciari.

## Storia
A questa scuola aderirono pittori fiamminghi, olandesi e italiani che furono attivi a Roma, tra gli artisti di questo movimento pittorico troviamo pittori come Jan Miel, Andries Both, Karel Dujardin, Thomas Wijck, Johannes Lingelbach, Jan Asselyn, Pieter van Lint, Michiel Sweerts e Keil Eberhard e, tra gli italiani, Viviano Codazzi (1611-1672), Michelangelo Cerquozzi (1602-1660) e il siciliano Filippo Giannetto (1631-1702).
Tipico della scuola era il ritrarre scene popolari di vita comune della Roma papale, con particolare attenzione a quel mondo tutto particolare che vive ai margini della società, come ruffiani, ladri, giocatori e bari, prostitute e mendicanti, vagabondi, accostandole alla riproposizione in chiave classica dei ruderi di epoca romana. La committenza veniva dalla nobiltà e dall'alta borghesia desiderosa di elevare il proprio status sociale.
Una testimonianza in chiave satirica, sulla qualità dei soggetti dei pittori bamboccianti viene proprio da un esponente contemporaneo di questa scuola pittorica: il napoletano Salvator Rosa.
Egli infatti li definisce: "falsari e guitti / e facchini, monelli, tagliaborse... / stuol d'imbriachi e gente ghiotta / tignosi, tabaccari e barbierie..."

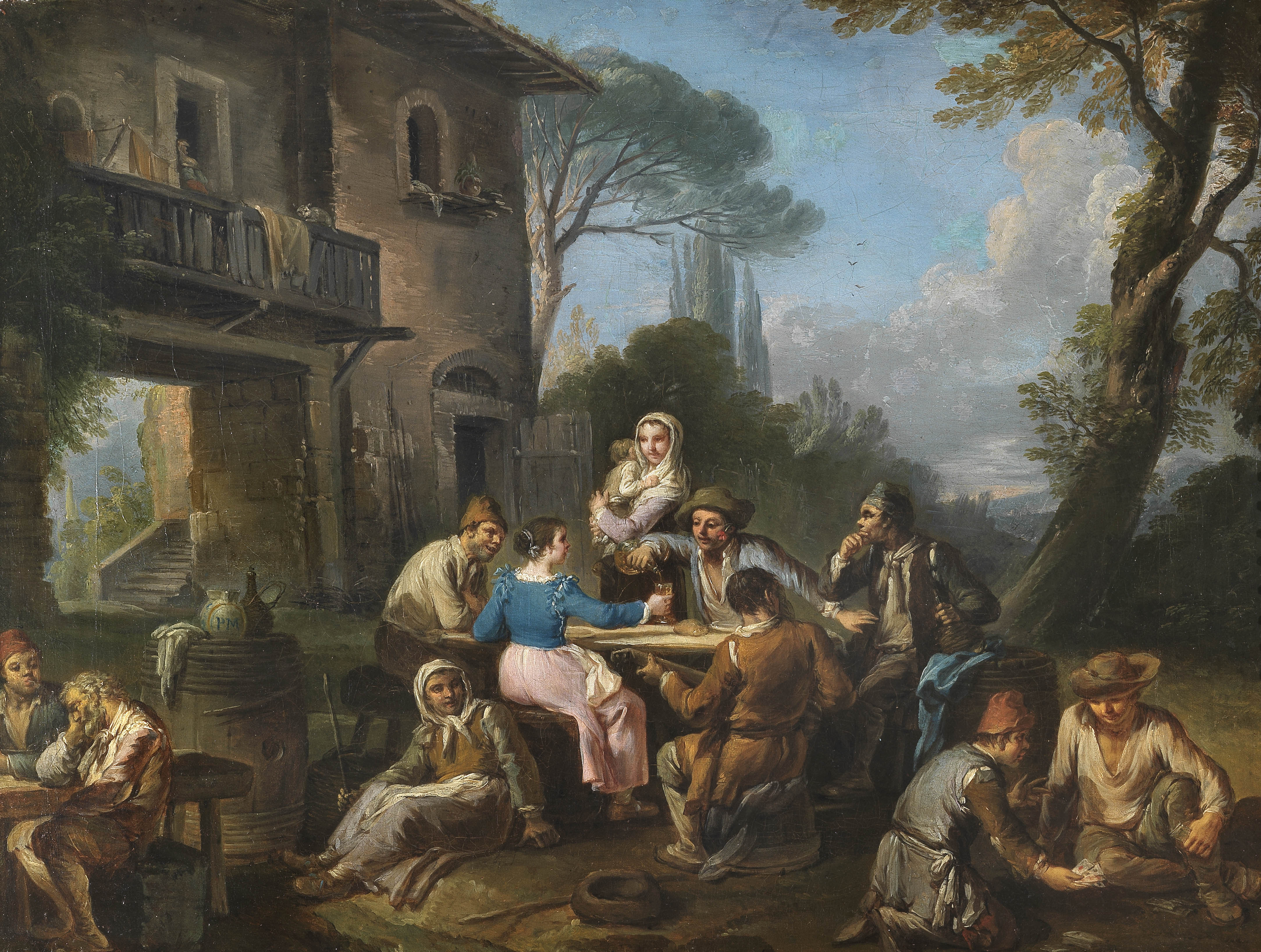
Bambocciata, Festa di contadini nella campagna romana. Paolo Monaldi, olio su tela 49,2x65 cm, Collezione Mainetti (Roma)

"Furor di sdegno" riversò su questi maestri la critica ufficiale - Giovanni Pietro Bellori, Giuseppe Passeri - per la quale l'"idea della Bellezza", perseguita dai maestri accademici, era il massimo raggiungimento cui doveva mirare l'artista.
Ma fu proprio il Passeri che dette involontariamente la migliore definizione della pittura dei Bamboccianti: "perché costui (Pieter Van Laer) era singolare nel rappresentare la verità schietta e pura nell'esser suo, ché i suoi quadri parevano una finestra aperta."
E non era poca cosa, in cui il sonoro eloquio del Barocco chiudeva le finestre, per spalancare i soffitti alle più spericolate e fantasiose allegorie, in un turbine di luci e di colori, in una frenetica agitazione atmosferica.
L'opera dei Bamboccianti rappresentò una profonda meditazione, un attento ripensamento della pittura naturalistica, nel momento in cui a Roma gli ultimi sprazzi della lezione di Caravaggio venivano sommersi dall'ondata barocca o venivano traditi e snaturati dai tardi naturalisti nordici, che calcavano pesantemente la mano sugli aspetti "baroni" (è sempre Salvator Rosa che parla) cioè più furfanteschi, della vita quotidiana, presi a pretesto per sciorinare carni e sete, velluti e metalli balenati attraverso facili effetti di luci e di ombre.
Il successo delle "bambocciate" fu immediato, nell'ambiente dei nuovi collezionisti che riempirono le loro "quadrerie" e le loro sale con queste piccole tele, e ce lo confermano le parole dei contemporanei di tutt'altre tendenze, che mascherano la loro invidia fingendo sincero dolore per la pittura avvilita in temi così "volgari".
Si leggano le parole di Andrea Sacchi e la risposta altrettanto amara di Francesco Albani o la terzina che conclude la satira di Salvator Rosa: "E questi quadri son tanto apprezzati / che si vedon de' Grandi entro gli studj / di superbi ornamenti incorniciati".
Non solo la loro tendenza artistica fu apprezzata a Roma, ma si espanse anche in Francia, grazie alla diffusione svolta da Louis Le Nain, che dopo un soggiorno nella capitale italiana fondò sul suolo transalpino una colonia parigina di bamboccianti.
Pieter van Laer, venuto a Roma nel 1625 e tornato in patria nel 1639, fu a capo di quella banda pittoresca, chiassosa, intemperante di "bohémiens" che prese dimora fra via Margutta e via del Babuino e le conferì quel ruolo di zona degli artisti che tuttora resiste.
Gran parte delle sue opere si trova ancora nelle collezioni romane, per esempio Il tabaccaro ed il Venditore di ciambelle nella Galleria Nazionale; L'assalto al cascinale, L'assalto nella foresta nella Galleria Spada, e rivelano un'attenzione acuta per gli aspetti, i costumi, i personaggi più singolari della vita romana del tempo, senza mai cadere nel bozzetto di maniera, generico o volgare, senza indulgere in particolari inutili che possano sviare l'attenzione dal fulcro del racconto.
Ad un Bambocciante romano di non certa identificazione, è da ascrivere anche il dipinto Assalto di armati, conservato alla Pinacoteca civica di Forlì.
La bambocciata, nella sua fase matura, strizzò l'occhio alla leziosità arcadica e per certi versi si snaturò.
L'influenza della bambocciata nel Settecento si mostrò all'interno della pittura di genere e di paesaggio, appartenente alla corrente denominata: "pittori della realtà".